# Carlos Ruesga
Carlos Ruesga Pasarín (Gijón, Asturias, 10 de marzo de 1985) es un jugador de balonmano español. Juega en la posición de central en el Balonmano Base Oviedo.
Es internacional con la selección de balonmano de España, con la que ha disputado el Campeonato de Europa de Noruega de 2008, Campeonato del Mundo de Croacia 2009, Campeonato del Mundo de España 2013 y el Campeonato de Europa Dinamarca de 2014.

## Equipos
- Colegio Corazón de Maria de Gijón.
- Real Grupo de Cultura Covadonga.
- Portland San Antonio (2005-2010).
- Reale Ademar León (2010-2013).
- MKB Veszprém KC (2013-2015).
- FC Barcelona (2015-2016)
- Sporting CP (2016-2023)
- Balonmano Base Oviedo (2023- Act.)

## Palmarés

### Títulos internacionales
- Medalla de Oro en el Campeonatos del Mundo de 2013
- Medalla de bronce en el Campeonato de Europa de 2014

### Títulos de clubes
PORTLAND SAN ANTONIO
- 1 Supercopa de España: (2005-06)

MKB VESZPRÉM KC
- 2 Ligas de Hungría (2013-2014 / 2014-2015)
- 2 Copas de Húngría (2013-2014 / 2014-2015)
- 1 Supercopa de Hungría (2014-2015)
- 1 Liga SEHA (2014-2015)

F.C.BARCELONA
- 1 Liga ASOBAL (2015-2016)
- 1 Copa del Rey (2015-2016)
- 1 Copa ASOBAL (2015-2016)

SPORTING CP
- 2 Liga de Portugal (2016-2017 / 2017-2018)
- 1 EHF Challenge Cup (2016-2017)
- 2 Copas de Portugal (2021-2022 / 2022-2023)